# Pedro López Quintana

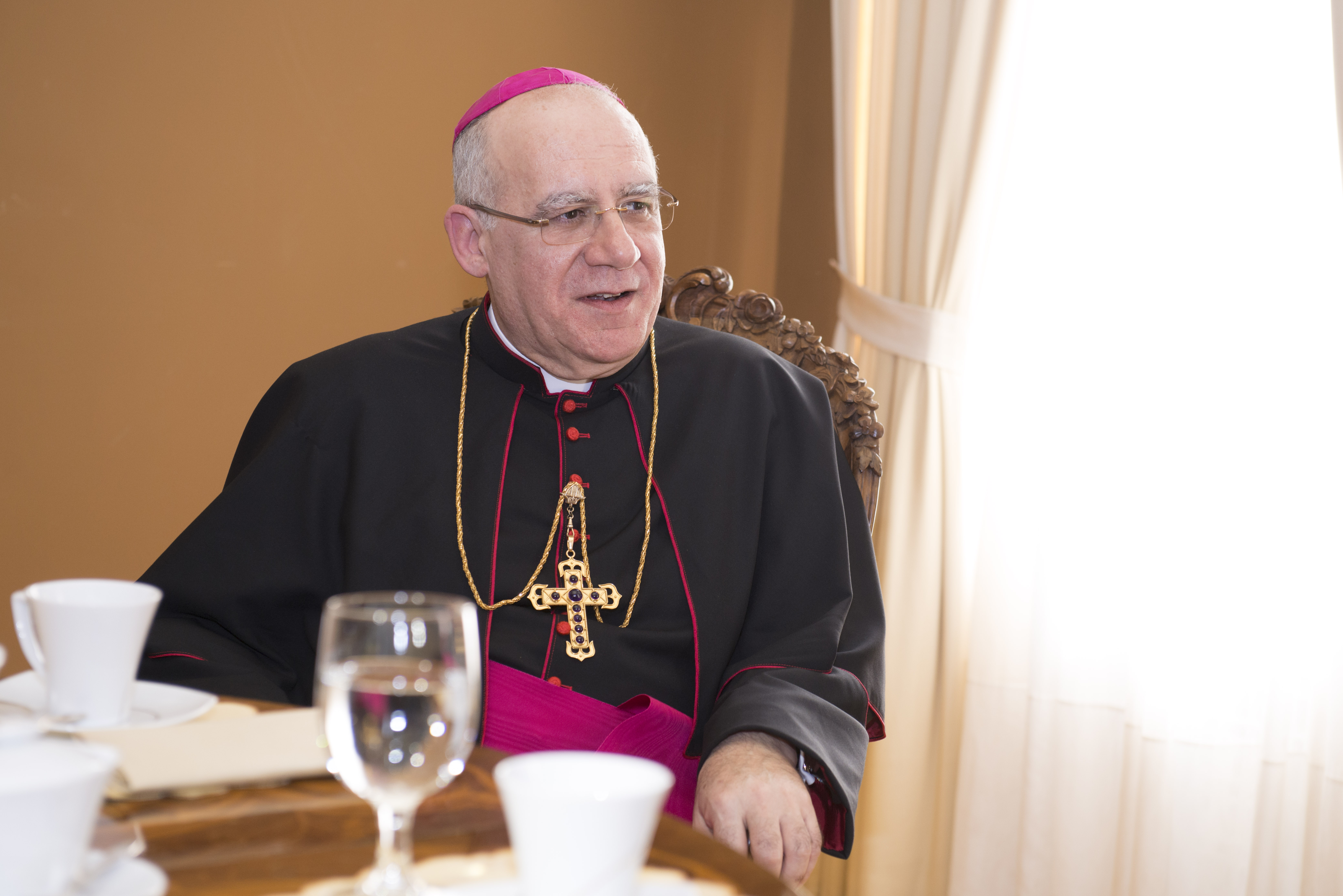
Erzbischof Pedro López Quintana

Erzbischofswappen

Pedro López Quintana (* 27. Juli 1953 in Barbastro) ist ein spanischer Geistlicher, römisch-katholischer Erzbischof und Diplomat des Heiligen Stuhls. Seit 2019 ist er Apostolischer Nuntius in Österreich.

## Leben
Pedro López Quintana wurde am 15. Juni 1980 von Papst Johannes Paul II. für das Erzbistum Santiago de Compostela zum Priester geweiht und wirkte als Priester in seiner Heimatdiözese. Er studierte in Rom, erwarb an der Päpstlichen Universität Gregoriana das Lizentiat in Dogmatik und promovierte in Kirchenrecht an der Päpstlichen Universität Angelicum, 1984 trat er in den Diplomatischen Dienst des Heiligen Stuhls ein.
Lopez war zunächst als Mitarbeiter an den päpstlichen Vertretungen in Madagaskar, Philippinen und Indien sowie in der römischen Kurie tätig. Ab 1998 war er Assessor der Sektion für Allgemeine Angelegenheiten des Staatssekretariates des Heiligen Stuhls. In dieser Funktion wirkte er knapp fünf Jahre lang als Stellvertreter der damaligen Substituten (vatikanischen „Innenminister“) Kardinal Giovanni Battista Re bzw. Kardinal Leonardo Sandri.
Der Papst ernannte ihn am 12. Dezember 2002 zum Titularerzbischof pro hac vice von Acropolis. Die Bischofsweihe spendete ihm der Papst persönlich am 6. Januar des folgenden Jahres im Petersdom in Rom; Mitkonsekratoren waren Leonardo Sandri, Substitut des Staatssekretariates des Heiligen Stuhls, und Antonio Maria Vegliò, Sekretär der Kongregation für die orientalischen Kirchen.
Am 8. Februar 2003 wurde er zum Apostolischen Nuntius in Indien und Nepal ernannt. Papst Benedikt XVI. ernannte ihn am 10. Dezember 2009 zum Apostolischen Nuntius in Kanada.
Am 8. März 2014 ernannte ihn Papst Franziskus zum Apostolischen Nuntius in Litauen. Am 22. März 2014 wurde er zusätzlich zum Apostolischen Nuntius in Lettland und Estland bestellt. Am 4. März 2019 wurde er zum Apostolischen Nuntius in Österreich ernannt.
Erzbischof Pedro López Quintana spricht neben Spanisch und Deutsch drei weitere Sprachen.